# Persone di nome István
| Questa pagina contiene informazioni ricavate automaticamente dalle voci biografiche con l'ausilio del template Bio e di un bot. L'aggiornamento è periodico e automatico e ricostruisce completamente la pagina. Se manca una persona in questa lista, sei pregato di non aggiungerla, ma accertati piuttosto che la sua voce biografica contenga il template Bio e che i dati anagrafici siano correttamente compilati. Se il template Bio manca, inseriscilo tu stesso o, in alternativa, metti l'avviso {{tmp\|Bio}} che ne segnala la mancanza. Se i dati riportati sono sbagliati, correggi direttamente la voce biografica; le modifiche saranno visibili in questa lista entro pochi giorni. Per chiarimenti vedi il progetto antroponimi. La lista contiene solo le 134 persone che sono citate nell'enciclopedia e per le quali è stato implementato correttamente il template Bio. Pagina aggiornata al 16 ott 2024. |

Questa è una lista di persone presenti nell'enciclopedia che hanno il prenome István, suddivise per attività principale.

## Allenatori di calcio(4)
- István Palotás, allenatore di calcio e calciatore ungherese (Budapest, n. 1907 - † 1987)
- István Pisont, allenatore di calcio e ex calciatore ungherese (Orosháza, n. 1970)
- István Priboj, allenatore di calcio e calciatore ungherese (n. 1894 - Žilina, † 1957)
- István Tóth, allenatore di calcio e calciatore ungherese (Budapest, n. 1891 - Budapest, † 1945)

## Allenatori di pallanuoto(1)
- István Kiss, allenatore di pallanuoto e ex pallanuotista ungherese (Budapest, n. 1958)

## Altisti(2)
- István Major, altista ungherese (Budapest, n. 1949 - Toronto, † 2014)
- István Somodi, altista e lunghista ungherese (Cluj-Napoca, n. 1885 - Cluj-Napoca, † 1963)

## Arbitri di calcio(2)
- István Kovács, arbitro di calcio rumeno (Carei, n. 1984)
- István Vad, arbitro di calcio ungherese (Budapest, n. 1979)

## Astisti(1)
- István Bagyula, ex astista ungherese (Budapest, n. 1969)

## Attori(1)
- István Avar, attore ungherese (Egercsehi, n. 1931 - Budapest, † 2014)

## Avvocati(1)
- István Bibó, avvocato e politico ungherese (Budapest, n. 1911 - Budapest, † 1979)

## Calciatori(35)
- István Avar, calciatore ungherese (Arad, n. 1905 - Kaposvár, † 1977)
- István Balogh, calciatore ungherese (Budapest, n. 1912 - Budapest, † 1992)
- István Beneda, calciatore ungherese (Budapest, n. 1904 - Seghedino, † 1970)
- István Bognár, calciatore ungherese (Liegi, n. 1991)
- István Borsányi, ex calciatore ungherese (Szombathely, n. 1958)
- István Fülöp, calciatore rumeno (Târgu Mureș, n. 1990)
- István Géczi, calciatore ungherese (Sajóörös, n. 1944 - † 2018)
- István Halász, calciatore ungherese (Rakamaz, n. 1951 - † 2016)
- István Ilku, calciatore e allenatore di calcio ungherese (Budapest, n. 1933 - † 2005)
- István Juhász, calciatore ungherese (Budapest, n. 1945 - † 2024)
- István Kiszely, calciatore ungherese (Újpest, n. 1914 - Budapest, † 1993)
- István Klimek, calciatore rumeno (n. 1913 - † 1988)
- István Kocsis, calciatore ungherese (Csorna, n. 1949 - † 1994)
- István Kovács, calciatore ungherese (Szombathely, n. 1992)
- István Kovács, calciatore ungherese (Salgótarján, n. 1953 - † 2020)
- István Kozma, ex calciatore ungherese (Pásztó, n. 1964)
- István Lukács, calciatore ungherese (Seghedino, n. 1912 - † 1960)
- István Magda, calciatore ungherese (n. 1911 - † 1991)
- István Mészáros, calciatore e allenatore di calcio ungherese (Szombathely, n. 1899 - Ungvár, † 1944)
- István Mike Mayer, calciatore e allenatore di calcio ungherese (Budapest, n. 1924 - Glen Rock, † 1994)
- István Nagy, calciatore ungherese (Budapest, n. 1939 - † 1999)
- István Nemes, calciatore ungherese (n. 1905 - † 1966)
- István Nyers, calciatore francese (Freyming-Merlebach, n. 1924 - Subotica, † 2005)
- István Pakó, calciatore ungherese (Seghedino, n. 1924 - Livorno, † 1949)
- István Palkovics, ex calciatore ungherese (Sárospatak, n. 1957)
- Istvan Pollack, calciatore ungherese (Sarajevo, n. 1900)
- István Szimcsák, calciatore ungherese (Budapest, n. 1933 - Budapest, † 2003)
- István Szobel, ex calciatore e allenatore di calcio ungherese (Budapest, n. 1924)
- István Szőke, calciatore ungherese (Budapest, n. 1947 - Budapest, † 2022)
- István Tamássy, calciatore ungherese (n. 1910 - † 1994)
- István Turai, calciatore ungherese (Budapest, n. 1925 - † 2007)
- István Turbéky, calciatore ungherese (Szigetvár, n. 1922 - Nicosia, † 1996)
- István Tőrös, calciatore ungherese (Rákospalota, n. 1908 - Budapest, † 1973)
- István Vincze, ex calciatore e allenatore di calcio ungherese (Tatabánya, n. 1967)
- István Závodi, calciatore ungherese (Budapest, n. 1911 - † 1987)

## Canoisti(5)
- István Hernek, canoista ungherese (Törökbálint, n. 1935 - St. Ignace, † 2014)
- István Joós, ex canoista ungherese (n. 1953)
- István Szabó, ex canoista ungherese (n. 1950)
- István Timár, canoista ungherese (n. 1940 - † 1994)
- István Vaskuti, ex canoista ungherese (n. 1955)

## Cardinali(2)
- István Báncsa, cardinale e arcivescovo cattolico ungherese (Ungheria - Roma, † 1270)
- István Várdai, cardinale e arcivescovo cattolico ungherese (Szabolcs - Kalocsa, † 1471)

## Cestisti(7)
- István Fekete, cestista ungherese (Hódmezővásárhely, n. 1936 - Budapest, † 2006)
- István Gyurasits, cestista ungherese (n. 1946 - † 2012)
- István Liptai, cestista ungherese (Seghedino, n. 1935 - Budapest, † 2022)
- István Lovrics, cestista ungherese (Pécs, n. 1927 - Toronto, † 1990)
- István Németh, ex cestista ungherese (Körmend, n. 1979)
- István Sahin-Tóth, ex cestista ungherese (Kecskemét, n. 1936)
- István Timár-Geng, cestista ungherese (Turda, n. 1923 - Budapest, † 1999)

## Compositori(1)
- István Anhalt, compositore ungherese (Budapest, n. 1919 - Kingston, † 2012)

## Conduttori televisivi(1)
- István Vágó, conduttore televisivo, musicista e politico ungherese (Budapest, n. 1949 - Budapest, † 2023)

## Direttori d'orchestra(1)
- István Kertész, direttore d'orchestra ungherese (Budapest, n. 1929 - Tel Aviv, † 1973)

## Discoboli(1)
- István Mudin, discobolo, multiplista e pesista ungherese (Kétegyháza, n. 1881 - Italia, † 1918)

## Filologi(1)
- István Perczel, filologo classico e bizantinista ungherese (n. 1957)

## Funzionari(1)
- István Salusinszky, funzionario, manager e diplomatico ungherese (Budapest, n. 1918 - Budapest, † 1984)

## Generali(1)
- István Oláh, generale e politico ungherese (Nádudvar, n. 1926 - Budapest, † 1985)

## Ginnasti(2)
- István Herczeg, ginnasta ungherese (Apátfalva, n. 1887 - Szatymaz, † 1949)
- István Pelle, ginnasta ungherese (Budapest, n. 1907 - Buenos Aires, † 1986)

## Giocatori di football americano(1)
- Steve Mike-Mayer, ex giocatore di football americano ungherese (Budapest, n. 1947)

## Imprenditori(1)
- István Friedrich, imprenditore e politico ungherese (Malacky, n. 1883 - Vác, † 1951)

## Lottatori(8)
- István Kozma, lottatore ungherese (Budapest, n. 1939 - Budapest, † 1970)
- István Kozák, lottatore ungherese (n. 1990)
- István Lévai, lottatore ungherese (Esztergom, n. 1990)
- István Majoros, ex lottatore ungherese (n. 1974)
- István Takács, lottatore ungherese (n. 2000)
- István Tóth, ex lottatore ungherese (Szolnok, n. 1951)
- István Veréb, lottatore ungherese (Szombathely, n. 1987)
- István Váncza, lottatore ungherese (n. 1999)

## Matematici(1)
- István Hatvani, matematico ungherese (n. 1718 - † 1786)

## Medici(1)
- István Apáthy, medico ungherese (Budapest, n. 1863 - Seghedino, † 1922)

## Mezzofondisti(1)
- István Rózsavölgyi, mezzofondista ungherese (Budapest, n. 1929 - Budapest, † 2012)

## Militari(3)
- István Horthy, militare, aviatore e politico ungherese (Pola, n. 1904 - Alekseevka, † 1942)
- István Kálmán, militare e aviatore ungherese (Bakonycserjén, n. 1922 - Los Altos, † 1995)
- Stefano Turr, militare e politico ungherese (Baja, n. 1825 - Budapest, † 1908)

## Nobili(3)
- István Bocskai, nobile e condottiero ungherese (Cluj-Napoca, n. 1557 - Košice, † 1606)
- Stefano V Báthory, nobile e militare ungherese (n. 1430 - † 1493)
- István Zápolya, nobile ungherese (Pápa, † 1499)

## Nuotatori(2)
- István Bárány, nuotatore ungherese (Eger, n. 1907 - Budapest, † 1995)
- István Batházi, ex nuotatore ungherese (Budapest, n. 1978)

## Pallanuotisti(10)
- István Barta, pallanuotista ungherese (Álmosd, n. 1895 - Budapest, † 1948)
- István Gergely, pallanuotista ungherese (Dunajská Streda, n. 1976)
- István Görgényi, ex pallanuotista ungherese (Budapest, n. 1946)
- István Hasznos, pallanuotista ungherese (Szolnok, n. 1924 - Szolnok, † 1998)
- István Hevesi, pallanuotista ungherese (Eger, n. 1931 - Budapest, † 2018)
- István Magas, ex pallanuotista ungherese (Budapest, n. 1952)
- István Molnár, pallanuotista ungherese (Galanta, n. 1913 - Budapest, † 1983)
- István Szívós, pallanuotista ungherese (Budapest, n. 1948 - Budapest, † 2019)
- István Szívós, pallanuotista e allenatore di pallanuoto ungherese (Seghedino, n. 1920 - Budapest, † 1992)
- István Udvardi, pallanuotista ungherese (Budapest, n. 1960 - Kecskemét, † 2012)

## Pentatleti(2)
- István Móna, pentatleta ungherese (Nyíregyháza, n. 1940 - Budapest, † 2010)
- István Szondy, pentatleta e cavaliere ungherese (Berettyóújfalu, n. 1925 - † 2017)

## Pittori(3)
- István Farkas, pittore e editore ungherese (Budapest, n. 1887 - Auschwitz, † 1944)
- István Szőnyi, pittore ungherese (Újpest, n. 1894 - Zebegény, † 1960)
- István Sándorfi, pittore ungherese (Budapest, n. 1948 - Parigi, † 2007)

## Politici(6)
- István Bethlen, politico ungherese (Gornești, n. 1874 - Mosca, † 1946)
- István Bittó, politico ungherese (Sárosfa, n. 1822 - Budapest, † 1903)
- István Csáky, politico ungherese (Segesvár, n. 1894 - Budapest, † 1941)
- István Dobi, politico ungherese (Szőny, n. 1898 - Budapest, † 1968)
- István Széchenyi, politico, scrittore e nobile ungherese (Vienna, n. 1791 - Döbling, † 1860)
- István Tisza, politico ungherese (Pest, n. 1861 - Budapest, † 1918)

## Pugili(4)
- István Gáli, pugile ungherese (Bodroghalom, n. 1943 - Budapest, † 2020)
- István Kovács, ex pugile ungherese (Budapest, n. 1970)
- István Lévai, pugile ungherese (Győr, n. 1957)
- István Énekes, pugile ungherese (Budapest, n. 1911 - Budapest, † 1940)

## Registi(2)
- István Gaál, regista e sceneggiatore ungherese (Salgótarján, n. 1933 - Budapest, † 2007)
- István Szabó, regista e sceneggiatore ungherese (Budapest, n. 1938)

## Scacchisti(2)
- István Bilek, scacchista ungherese (Budapest, n. 1932 - † 2010)
- István Csom, scacchista ungherese (Sátoraljaújhely, n. 1940 - † 2021)

## Schermidori(6)
- István Busa, ex schermidore ungherese (Kecskemét, n. 1961)
- István Czakkel, ex schermidore ungherese (Budapest, n. 1947)
- István Kausz, schermidore ungherese (Budapest, n. 1932 - Budapest, † 2020)
- István Lichteneckert, schermidore ungherese (Budapest, n. 1892 - Budapest, † 1929)
- István Osztrics, ex schermidore ungherese (Budapest, n. 1949)
- István Szelei, ex schermidore ungherese (Szentes, n. 1960)

## Scrittori(3)
- István Fekete, scrittore ungherese (Gölle, n. 1900 - Budapest, † 1970)
- István Nemere, scrittore e esperantista ungherese (Pécs, n. 1944)
- István Örkény, scrittore ungherese (Budapest, n. 1912 - Budapest, † 1979)

## Sollevatori(1)
- István Messzi, sollevatore ungherese (Kiskunfélegyháza, n. 1961 - Katalinpuszta, † 1991)

## Storici(1)
- István Nemeskürty, storico, scrittore e sceneggiatore ungherese (n. 1925 - † 2015)

## Tennistavolisti(1)
- István Jónyer, ex tennistavolista ungherese (n. 1950)

## Tennisti(1)
- István Gulyás, tennista ungherese (Pécs, n. 1931 - Budapest, † 2000)

## Violinisti(1)
- István Ipolyi, violinista, violista e musicologo ungherese (Novi Sad, n. 1886 - Bergen, † 1955)